# Gunnar Henrikson
Johan Ragnar Gunnar Henrikson, född 9 januari 1921 i Lilla Mellösa församling, Södermanlands län, död 29  januari 2014 i Norrköpings S:t Olofs församling, Norrköping
, var en svensk tidningsman och författare. Han var chefredaktör för Norrköpings Tidningar mellan 1979 och 1986. Därutöver var han bland annat ledamot av Norrköpings kommunfullmäktige och Östergötlands läns landsting.